# Big Red Racing
Big Red Racing es un videojuego de carreras lanzado para DOS en 1996. Fue desarrollado por Big Red Software y publicado por Domark.
Big Red Racing fue planeado para ser lanzado en 6 sistemas diferentes: DOS, PlayStation, Sega Saturn, 3DO, Nintendo 64, y Atari Jaguar, pero las versiones de PlayStation, Sega Saturn, 3DO, la Nintendo 64, y Atari Jaguar fueron canceladas.

## Resumen de juego
Un juego de carreras cómico. Cada vez que se hace click en un elemento del menú, una frase que sería divertido jugar. Durante las carreras, los comentaristas hacen comentarios divertidos, con temas típicos del país del que proceden. 

### Personalización
Para el conductor, se puede elegir entre unas pocas formas del cuerpo y cambiar el color de la ropa. Para el vehículo, usted puede cambiar el color y la calcomanía. 
Hubo varios controladores distintos para el jugador a elegir antes de la carrera. Dos de ellos eran malas 'Jake' Jackson y Rabbid Dog 'Derek' Skimkins.

## Circuitos
Hay 24 circuitos, que abarcan el mundo, la Luna, Venus y Marte. Cada circuito tiene un subtítulo humorístico, por lo general una parodia de una famosa frase o de una película. 
- Kenia (La Tierra del Café): tema Rig
- Inglaterra (El Círculo de la suciedad): Camino de tierra
- Chile ( Embalse Dodge): tema Ruff
- Estados Unidos (Wet & Wild): tema del agua
- Australia ( Road Rage): Pista de la Ciudad
- México (Margarita Meandro): Camino de tierra
- Egipto (la tumba): Pista de la cantera
- Irlanda (Lucky duendes): tema Rig
- China (debajo del puente): tema del agua
- U.S.A. (Excellent Adventure): Ciudad de pista
- La venganza del Ártico (Frosty): Pista de nieve
- Alemania ( Sonido de Múnich): Pista de helicóptero
- Japón (Karma Esquinas): Camino de tierra
- Rusia (salto de Lenin): Pista de nieve
- Italia (The Italian Job): Pista de la Ciudad de
- Noruega ( Fjord Escort): Pista de helicóptero
- Marte (Red Planet Roller Coaster): Pista de Planet
- España (Inquisición española): tema Rig
- Escocia (Highland Fling): Pista de nieve
- Venus ( The Fly Trap): Pista de Planet
- India (de agua caliente Wander): tema del agua
- Francia (en francés retozos): Pista de la cantera
- Hawái ( Hawaii-5-O): Pista de helicóptero
- Luna (Lunar Loops): Pista de Planet

### Vehículos
Hay 8 grupos de vehículos, cada uno con dos tipos de vehículos. Cada curso utiliza uno de estos grupos. 
- Ciudad, Mini vehículos. 
  - Car (Mini)
  - Car (Escarabajo Volkswagen)
- Dirt
  - Four Wheel Drive Todoterreno ( Jeep)
  - Todos los personalizada terreno militar-Transporte de personal ( 6 ruedas ATV)
- Helicóptero
  - (Error) Prototipo: Radar-Invisible helicóptero
  - Ajustada-Down-piloto de formación de helicópteros
- Planet, vehículos futuristas. 
  - Vehículos hover Propulsados a reacción
  - Vehículos todo terreno
- Rig
  - Monster Truck
  - Rig cliente (camión semi-remolque)
- Snow
  - Cuchillas
  - Vehículos de nieve Todo-terreno en miniatura
- Cantera, vehículos cantera. 
  - Cadenas (retro)
  - Dumper Truck (camión volcado)
- Agua
  - Barco inflable de motor
  - Semi-anfibio Hover Craft

## Audio

### Música
El tema para el juego es "Let It Roll", escrita e interpretada por Hangnail,, que suena en la demo y menús. Las regatas, los resultados y otra música fue compuesta por Gerard Gourley. Toda la música a lo largo de cada curso 'intro se escucha en la Redbook de audio la unidad de CD-ROM. 

### Doblaje
En el juego de voz: Lani Minella y Jon St. John